# Hopfenlatent-Viroid
Das Hopfenlatent-Viroid (gemäß EPPO auch Cocadviroid latenshumuli; abgekürzt HpLVd oder HLVd) ist ein Viroid, das als Erreger einer Stauchungserkrankung bei Hanf und Cannabis bekannt ist. Es handelt sich um einen einzelnen hüllenlosen zirkulären RNA-Strang und obligaten Parasiten, der für sein Überleben eine kompatible Wirtspflanze benötigt. Es gehört zur Familie der Pospiviroidae und Gattung Cocadviroidae, wie auch das Zitrusrindenriss-Viroid. HLVd wird oft als latent betrachtet, kann jedoch die Hopfenqualität mindern und bei Cannabis zu Kümmerwuchs führen, was ein Anbauproblem darstellt.

## Transmission
HLVd wird hauptsächlich durch mechanische Arbeiten mit kontaminierten Werkzeugen und Maschinen wie Scheren, Schaufeln oder Traktoren innerhalb von Anbauflächen verbreitet.  Viroid-Übertragung erfolgt passiv, da Viroide nicht aktiv in den Wirt eindringen können. Durch die Globalisierung der Landwirtschaft hat sich HLVd in neue geographische Regionen verbreitet, wie etwa durch die Einführung von infiziertem Hopfen-Vermehrungsmaterial von den USA nach Brasilien.  Innerhalb der Anbauflächen erfolgt die Verbreitung hauptsächlich durch vegetative Vermehrung, Pfropfung und kontaminierte Werkzeuge. Die Übertragung durch Pollen ist selten, während eine Übertragung durch Samen bisher nicht nachgewiesen wurde. Eine Übertragung durch Insekten ist nicht bekannt.

## Symptomatik
Hopfen: HLVd-infizierte Hopfenpflanzen zeigen keine offensichtlichen Symptome, dennoch kann die Infektion signifikante Auswirkungen auf die Pflanze haben. Untersuchungen zeigen, dass infizierte Hopfenpflanzen eine Reduktion des Ertrags sowie einen verminderten Gehalt an α-Bitterstoffen und ätherischen Ölen aufweisen, was ihre wirtschaftliche Wertigkeit mindert. Besonders in anfälligen Sorten wie 'Omega' wurden Symptome wie Chlorose, verlangsamtes Wachstum und kleinere, weniger zahlreich ausgebildete Hopfenzapfen beobachtet.
Cannabis und Hanf: Bei anfälligen Cannabis- und Hanfpflanzen kann HLVd zu erheblichen Ertragsverlusten und einer drastischen Reduktion der Qualität führen. Typische Symptome umfassen gestauchtes Wachstum, verkürzte Internodien, brüchige Stängel, Chlorose und eine verminderte Bildung von Blüten und Trichomen. Zudem wurde festgestellt, dass der Gehalt an Cannabinoiden und Terpenen in den betroffenen Pflanzen um bis zu 50 % verringert ist.

## Management
Zu den kritischen Praktiken beim Umgang mit dem latenten Viroid des Hopfens gehört die Eingrenzung der mit dem Viroid infizierten Pflanze, bevor sie in die Anbaufläche eingebracht wird. Cannabis und Hanf werden aus Vermehrungsmaterial angebaut, das von einer Mutterpflanze stammt. Um eine Ausbreitung des Viroids zu verhindern, muss überprüft werden, ob die Mutterpflanze infiziert ist. Dies kann durch Isolierung der Pflanzen in einer anderen Umgebung oder durch Tests mit spezifischen Viroid-Testkits erfolgen. Auffälligkeiten im Wachstum, wie verkümmertes Blattwerk und ungewöhnliche Wuchshöhe, können auf eine Infektion hinweisen. Viroid-Infektionen können jedoch asymptomatisch verlaufen, was die Entdeckung erschwert.
Werkzeuge, die bei der Pflege von Pflanzen verwendet werden, sind eine bedeutende Übertragungsquelle für HLVd. Um eine Verbreitung zu vermeiden, sollten alle Geräte, wie Scheren oder Stiefel, vor und nach der Verwendung desinfiziert werden. Eine effektive Methode zur Desinfektion, die auch bei PSTVd im Tomatenanbau eingesetzt wird, ist die Verwendung einer 10%igen Bleichlösung, um verbleibende Viroidpartikel abzutöten.
Zur Dekontamination von Hopfenrückständen bieten sich verschiedene Ansätze an. Untersuchungen haben gezeigt, dass HLVd durch anaerobe Biogasgärung bei Temperaturen von 50 °C nach fünf Tagen signifikant reduziert werden kann, obwohl eine vollständige Zerstörung des Viroids nicht garantiert ist. Eine Kombination aus thermischer Vorbehandlung bei 70 °C und anschließender Biogasgärung hat sich als besonders effektiv erwiesen, um das Viroid in Hopfenanbauflächen zu reduzieren.

## Referenzen
1. ↑  Cocadviroid latenshumuli (HLVD00). In: EPPO Global Database. Abgerufen am 2. Februar 2025.
2. ↑  A. Bektaş, K. M. Hardwick, K. Waterman, J. Kristof: Occurrence of Hop Latent Viroid in Cannabis sativa with Symptoms of Cannabis Stunting Disease in California. In: Plant Disease. 103. Jahrgang, Nr. 10, Oktober 2019, ISSN 0191-2917, S. 2699, doi:10.1094/PDIS-03-19-0459-PDN (englisch, apsnet.org).
3. ↑  J. G. Warren, J. Mercado, D. Grace: Occurrence of Hop Latent Viroid Causing Disease in Cannabis sativa in California. In: Plant Disease. 103. Jahrgang, Nr. 10, Oktober 2019, ISSN 0191-2917, S. 2699–2699, doi:10.1094/PDIS-03-19-0530-PDN (englisch, apsnet.org).
4. ↑  F. Di Serio, R. Flores, J. Th. J. Verhoeven, S.-F. Li, V. Pallás, J. W. Randles, T. Sano, G. Vidalakis, R. A. Owens: Current status of viroid taxonomy. In: Archives of Virology. Band 159, Nr. 12, Dezember 2014, ISSN 0304-8608, S. 3467–3478, doi:10.1007/s00705-014-2200-6.
5. 1 2  Josef Patzak, Alena Henychová, Karel Krofta, Petr Svoboda, Ivana Malířová: The Influence of Hop Latent Viroid (HLVd) Infection on Gene Expression and Secondary Metabolite Contents in Hop (Humulus lupulus L.) Glandular Trichomes. In: Plants. 10. Jahrgang, Nr. 11, 26. Oktober 2021, ISSN 2223-7747, S. 2297, doi:10.3390/plants10112297, PMID 34834660 (englisch, mdpi.com).
6. 1 2 3 4 5 6 7  Charith Raj Adkar-Purushothama, Teruo Sano, Jean-Pierre Perreault: Hop Latent Viroid: A Hidden Threat to the Cannabis Industry. In: Viruses. 15. Jahrgang, Nr. 3, 4. März 2023, ISSN 1999-4915, S. 681, doi:10.3390/v15030681 (englisch).
7. ↑  Michael Helmut Hagemann, Ute Born, Elke Sprich, Luitgardis Seigner, Hans Oechsner, Benedikt Hülsemann, Jörg Steinbrenner, Patrick Winterhagen, Erich Lehmair: Degradation of hop latent viroid during anaerobic digestion of infected hop harvest residues. In: European Journal of Plant Pathology. 161. Jahrgang, Nr. 3, November 2021, ISSN 0929-1873, S. 579–591, doi:10.1007/s10658-021-02344-2 (englisch, springer.com).